# Degrenne Paris
Degrenne Paris est une marque de la société Guy Degrenne entreprise française fondée par Guy Degrenne après la Seconde Guerre mondiale et spécialisée dans les arts de la table. Reprise en 1987 par le Groupe Table de France, l’entreprise est un temps sous contrôle financier de la famille Wertheimer, puis vient à être détenue à hauteur de 75,6 % par le holding Diversita gérée par Philippe Spruch.

## Histoire de la marque

### Guy Degrenne
C’est en 1948 que Guy Degrenne, descendant de forgerons étameurs, reprend la forge paternelle. Conscient qu’au sortir de la Seconde Guerre mondiale le besoin en équipement des ménages est considérable, il se lance alors le défi de démocratiser les couverts en acier inoxydable. Création de la société à Sourdeval (Manche) cette même année. Le 1er modèle de couvert inox baptisé « le Normandie » voit le jour.
De sept ouvriers œuvrant dans un vieux moulin équipé d’une roue à aubes, l’entreprise familiale prend très vite de l’ampleur grâce à l'idée de récupérer l’acier des blindages des chars abandonnés lors de la bataille de Normandie. L’aventure industrielle est en marche.
L’utilisation de ce matériau bon marché rencontre tout de suite un franc succès auprès des consommateurs, véhiculant une image de solidité et de modernisme. Il est également plus facile à entretenir que l’argent, le métal blanc ou le bois utilisés jusqu’à présent.
À la fin des années 1960, un nouveau cap est franchi avec l’équipement des collectivités et la participation de l’entreprise à de nombreux marchés publics. La société s’agrandit et installe son nouveau site de 35 000 m2 à Vire (Calvados) lui permettant d’accueillir les 600 salariés nécessaires à la production quotidienne de milliers de couverts, plats, corbeilles à pain, sucriers…
Les années 1970 marquent l’ouverture à l’international. La diversification des produits est rendue possible par l’intégration d’un bureau d’études, de méthodes de design et d’un service Marketing. C’est aussi le début de la saga publicitaire Guy Degrenne, ancrée depuis dans la mémoire de toute une génération, comme la campagne publicitaire dite du « Proviseur ».
Après quatre décennies passées à diriger son entreprise, « Monsieur Degrenne » prend sa retraite en 1987.

### Groupe Table de France
L'entreprise est rachetée en 1987 par le groupe Table de France qui reprend en même temps une usine de porcelaine à Limoges afin d’étendre son catalogue à l'ensemble des articles de table. La première boutique Guy Degrenne ouvre à Paris en 1996.
Au milieu des années 2000, Guy Degrenne entreprend de renouveler son image en ouvrant une boutique au Village Royal, galerie marchande créée dans le 8e arrondissement pour les enseignes de luxe. L’enseigne se développe par ailleurs à partir de 2007 au travers d’un réseau de franchises et de 2008 à l'international sous le nom « Degrenne Paris ». 
En 2010, la marque est choisie pour représenter un art de vivre français à l’Exposition universelle de Shanghai, aux côtés des chefs multi-étoilés Jacques et Laurent Pourcel dans le restaurant du Pavillon France.
Le groupe réalise en octobre 2014 une augmentation de capital qui lui permet de réduire son endettement. À l’issue de cette augmentation de capital, la société Diversita, un holding luxembourgeois, devient actionnaire à 68 %, puis à 75 % un an plus tard.

## Produits
Les sept familles de produits de Degrenne Paris comprennent une gamme composée de plus de 3 000 références : 
- porcelaine
- verrerie
- couverts
- produits de cuisson et accessoires,
- articles de service
- produits enfants
- articles de buffet d’hôtels et de restaurants

## Sous-traitance
Initiée dès les années 1980, la sous-traitance industrielle permet au groupe de diversifier son activité en mettant son parc de machines et son savoir-faire au service de clients industriels. Ces derniers sont issus d’univers aussi différents que le nucléaire, l’aérospatiale, l’électroménager, le ferroviaire, le médical, l’agroalimentaire, les télécommunications, l’automobile….